# Область Короля Миндаугаса

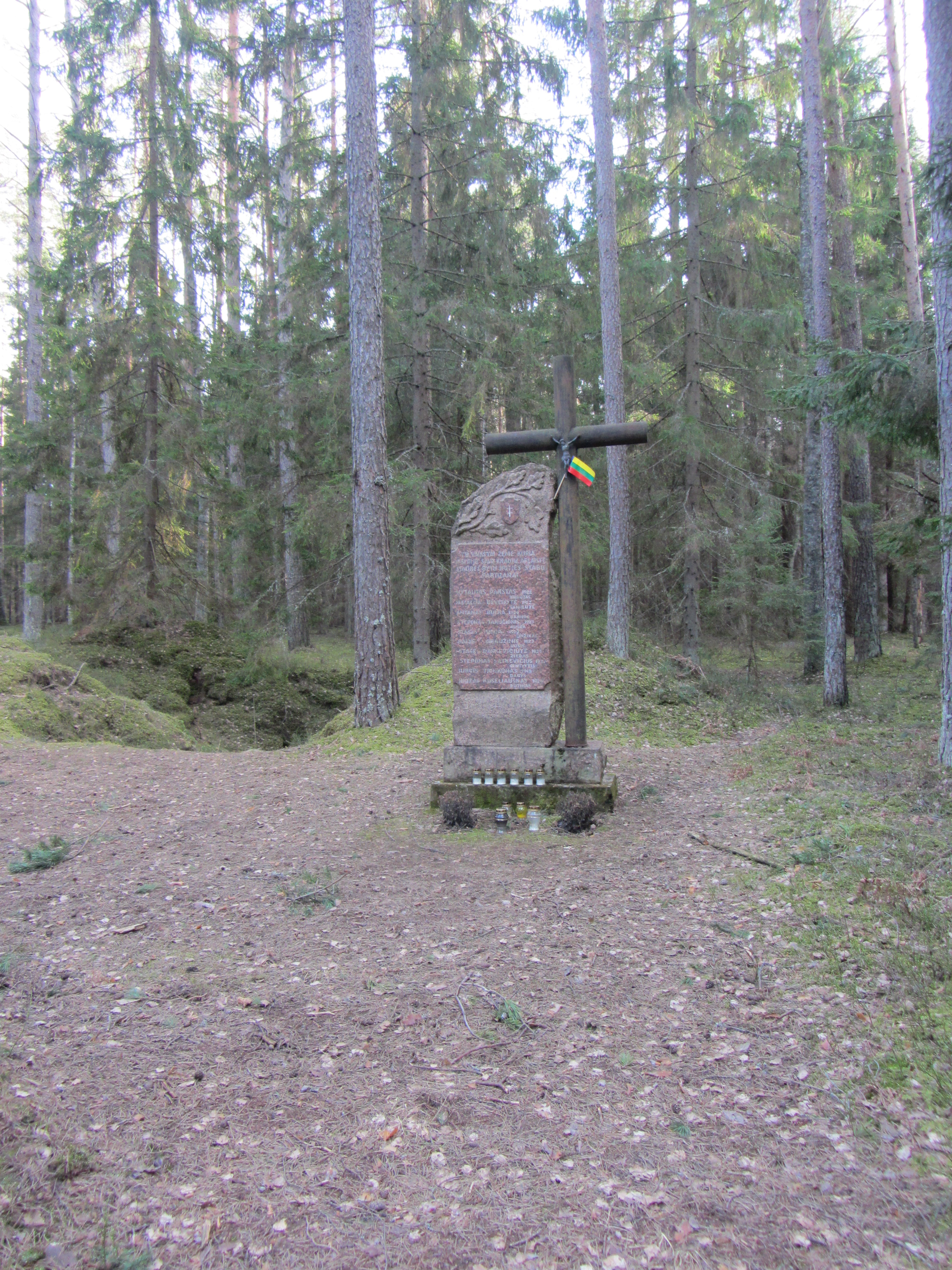
Памятник повстанцам Северо-Восточной области у деревни Папайгале I, лес Лабанорас

Область Короля Миндаугаса (лит. Karaliaus Mindaugo sritis), до 4 августа 1948 года Область Северо-Восточной Литвы (лит. Šiaurės Rytų Lietuvos sritis), также известная как Горная область (лит. Kalnų sritis)  — структурная единица повстанческого движения в Литве, контролируемого Союзом борцов за освобождение Литвы. Названа по имени короля Литвы и основателя династии великих князей литовских Миндовга (Миндаугаса на литовский манер).

## История
Область отсчитывает свою историю с 12 января 1947 года, когда её командиром был назначен Йонас «Добилас» Кимштас. Насчитывала 4 округа.

## Структура
- Округ Альгимантаса[лит.] (1 мая 1947 — 25 ноября 1950)[2]
- Округ Великой борьбы[лит.] (лето 1944 — 25 ноября 1950)[2]
- Округ Витиса[лит.] (конец 1944 — 26 января 1953)[2]
- Округ Витаутаса[лит.] (август 1945 — декабрь 1951)[2]

## Командиры
| Имя командира  | Прозвище                    | Сроки                            | Примечания |
| -------------- | --------------------------- | -------------------------------- | ---------- |
| Йонас Кимштас  | Добилас, Жальгирис, Жигунас | 12 января 1947 — конец 1948/1950 |            |
| Антанас Случка | Шарунас                     | 4 августа 1948 — 28 октября 1949 | Убит в бою |
| Йонас Кимштас  | Добилас, Жальгирис, Жигунас | 7—9 июня 1952                    |            |